# Volutaxis
Volutaxis – rodzaj drapieżnych, lądowych ślimaków z rodziny Spiraxidae występujących w Meksyku, Ameryce Centralnej i na obszarze Wielkich Antyli.

## Podział systematyczny
Do rodzaju Volutaxis należą następujące gatunki:

- Volutaxis acus (Shuttleworth, 1852)
- Volutaxis arctatus (H.B. Baker, 1940)
- Volutaxis blandiana (Pilsbry, 1909)
- Volutaxis cacahuamilpensis (Pilsbry, 1907)
- Volutaxis caymanensis (Pilsbry, 1930)
- Volutaxis confertecostatus Strebel, 1882
- Volutaxis costatostriatus (L. Pfeiffer, 1857)
- Volutaxis curvaxis (Pilsbry, 1930)
- Volutaxis delicatus (Pilsbry, 1907)
- Volutaxis eburneus F.G. Thompson, 2010
- Volutaxis enigmaticus (H.B. Baker, 1939)
- Volutaxis fallax (H.B. Baker, 1940)
- Volutaxis futilis (H.B. Baker, 1939)
- Volutaxis linearis (L. Pfeiffer, 1866)
- Volutaxis livingstonensis (Pilsbry, 1920)
- Volutaxis longior (Pilsbry, 1920)
- Volutaxis maya (Bequaert & Clench, 1931)
- Volutaxis nitidus Strebel, 1882
- Volutaxis odiosus (Pilsbry, 1899)
- Volutaxis opeas (H.B. Baker, 1939)
- Volutaxis patzcuarensis (Pilsbry, 1899)
- Volutaxis rectus (L. Pfeiffer, 1858)
- Volutaxis rhoadsae (Pilsbry, 1899)
- Volutaxis scalariopsis (Morelet, 1851)
- Volutaxis scalella (E. von Martens, 1898)
- Volutaxis strebeli (Pilsbry, 1907)
- Volutaxis striatapex (Pilsbry, 1933)
- Volutaxis subgranum (H.B. Baker, 1939)
- Volutaxis subopeas (H.B. Baker, 1939)
- Volutaxis subrectaxis (Pilsbry, 1930)
- Volutaxis subulinus (H.B. Baker, 1940)
- Volutaxis sulciferus (Morelet, 1851)
- Volutaxis tenuecostatus Strebel, 1882
- Volutaxis tenuis (L. Pfeiffer, 1868)
- Volutaxis unus (Pilsbry, 1907)
- Volutaxis uruapamensis (Pilsbry, 1899)
- Volutaxis verberatus (Pilsbry, 1907)

Niektórzy autorzy w obrębie rodzaju Volutaxis wyróżniają trzy podrodzaje: Volutaxis, Mirapex i Versutaxis.